# Міст Анзак
Міст Анзак (англ. ANZAC Bridge) — вантовий міст через затоку Джонстон в Сіднеї, Австралія. Довжина мосту становить 805 метрів, довжина головного прольоту — 345 метрів, ширина — 32,2 метри, висота двох пілонів дорівнює 120 метрам. Будівництво мосту було завершено в 1995, офіційне відкриття відбулося 3 грудня того ж року.
Міст отримав свою назву 25 квітня 1998 року в день АНЗАК, на честь загиблих солдат Австралійського і новозеландського армійського корпусу (ANZAC) у Першій світовій війні. На вершині пілонів встановлено прапори Нової Зеландії та Австралії.